# マルティン・シュヴィデルスキー
マルティン・シュヴィデルスキー（Martin Šviderský、2002年10月4日 - ）は、スロバキア・ヴラノフ・ナド・トプル出身のサッカー選手。UDアルメリア所属。ポジションはMF。

## クラブ経歴
スロバキアのヴラノフ・ナド・トプルに生まれ、国内のクラブの下部組織を転々とし、2018年4月26日、2019-20シーズンからマンチェスター・ユナイテッドFCのアカデミーに加入することが決定した。U-23までは昇格したが、トップチームデビューは叶わず、2021-22シーズンをもってクラブを退団した。
2022年7月7日、プリメーラ・ディビシオンに昇格したUDアルメリアにフリーで加入し、5年契約を結んだ。